# Phân họ Đại kích
Phân họ Đại kích (danh pháp khoa học: Euphorbioideae) là một phân họ trong họ Euphorbiaceae.

## Hình ảnh

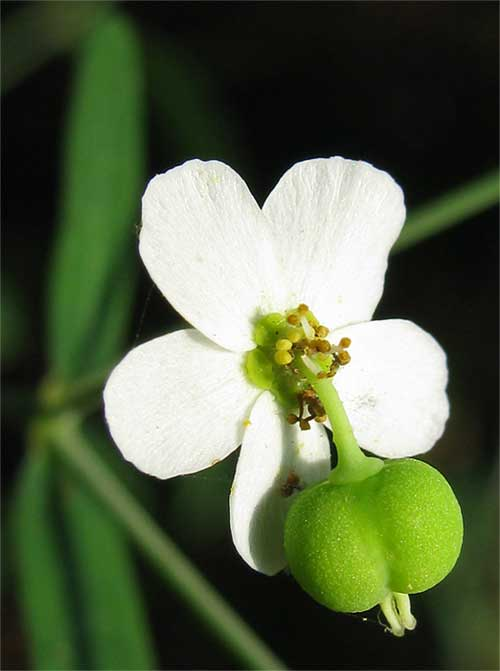
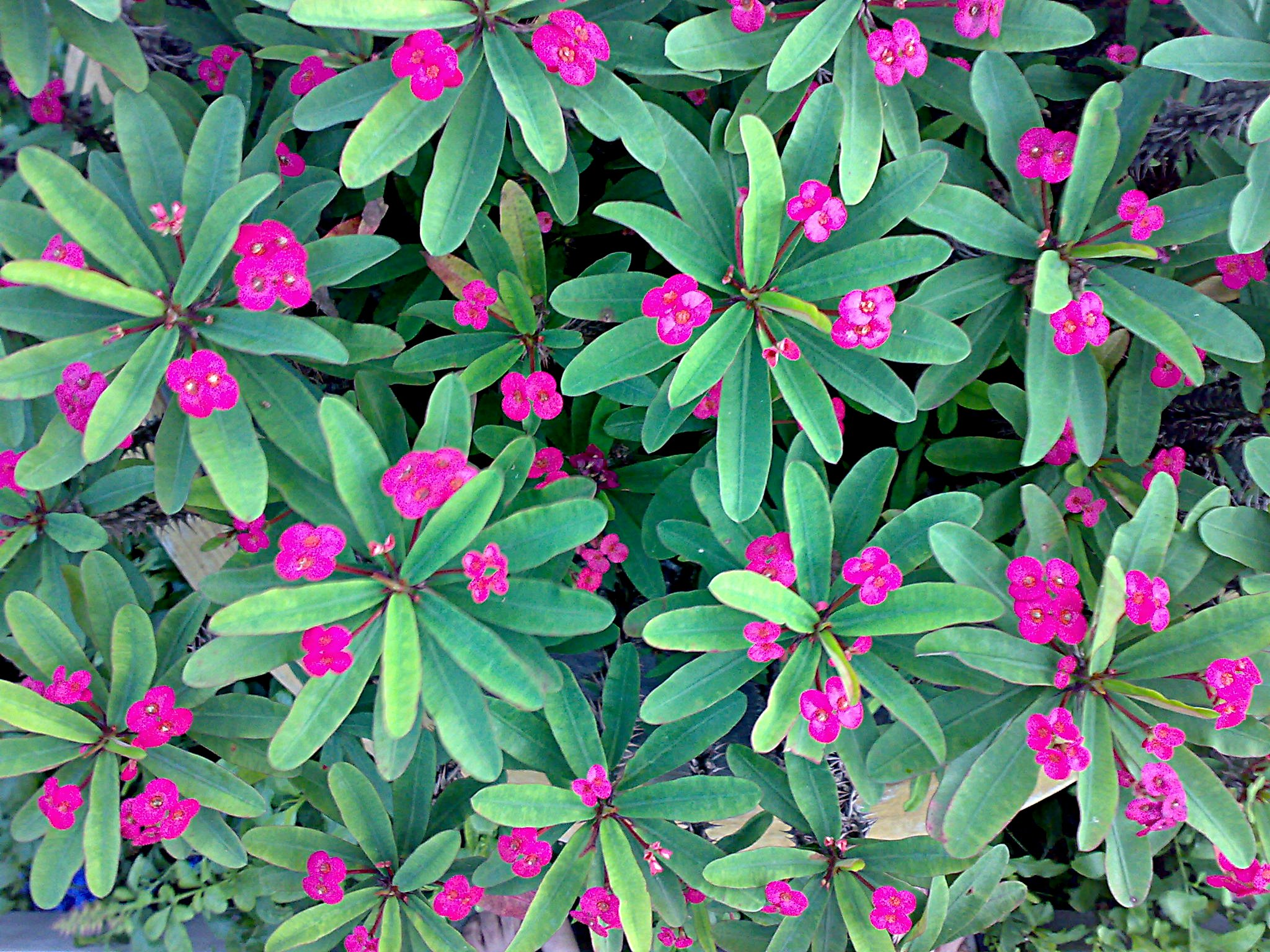
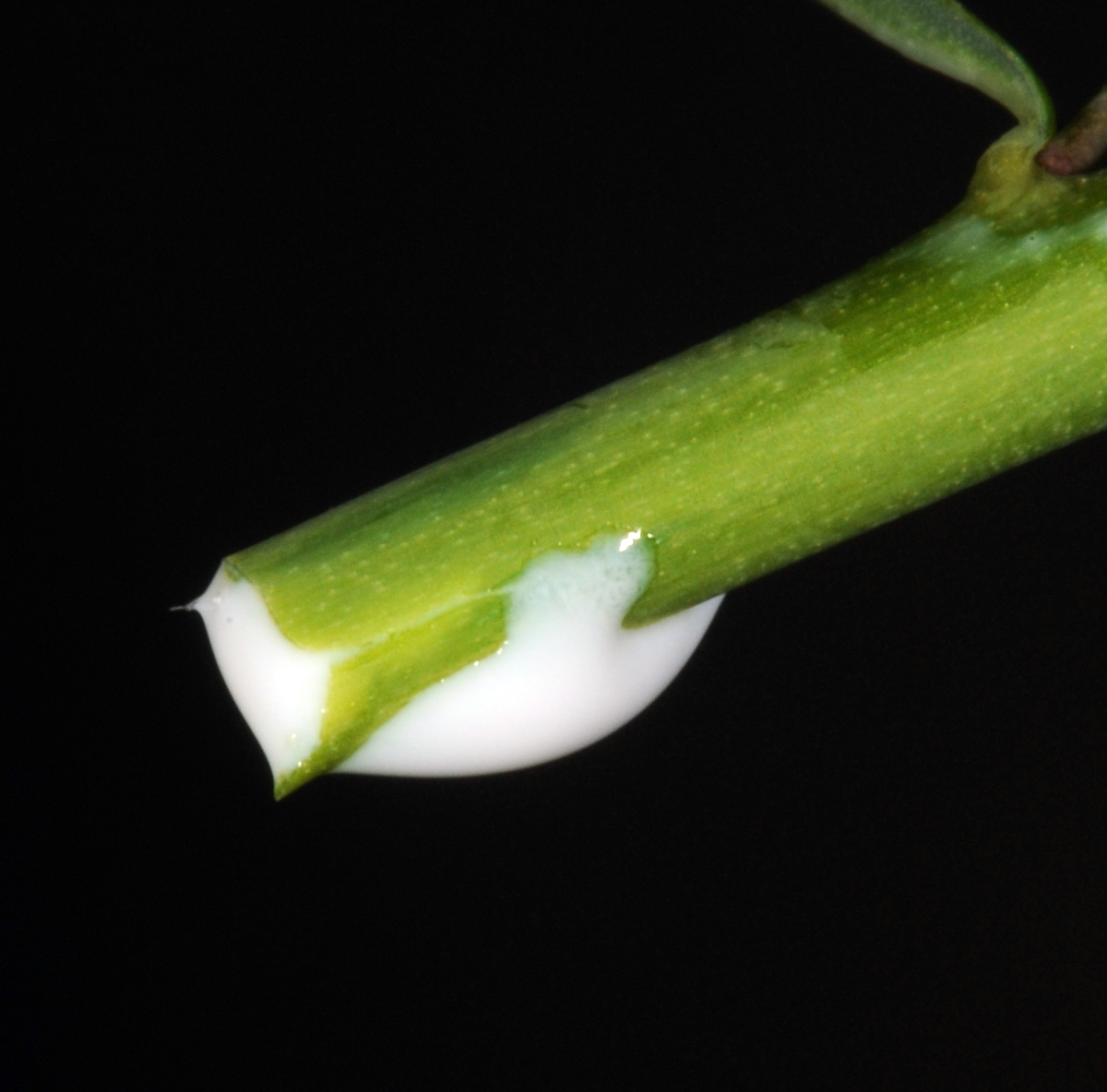
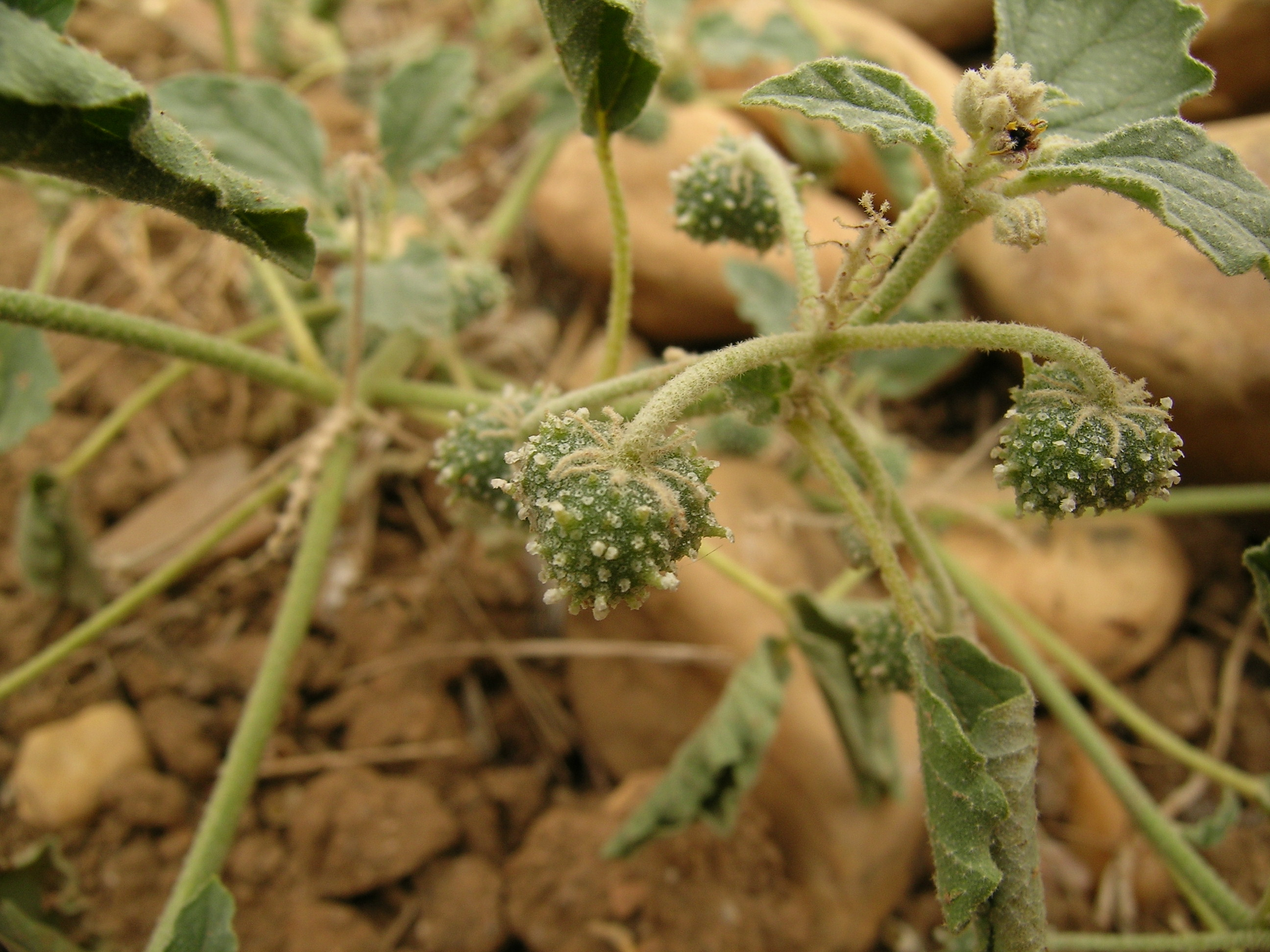

## Phân loại
Bao gồm 5 tông như dưới đây.
- Euphorbieae
- Hippomaneae
- Hureae
- Pachystromateae
- Stomatocalyceae